# Miguel Ortiz (futbolista)
Miguel Ortiz  (Santa Cruz de la Sierra, Bolivia, 6 de julio de 1986) es un futbolista boliviano. Juega de defensor y su equipo actual es el Nacional Potosí de la Liga de Fútbol Profesional Boliviano.

## Clubes
| Club                   | País    | Año           |
| ---------------------- | ------- | ------------- |
| Real Santa Cruz        | Bolivia | 2004          |
| La Paz FC              | Bolivia | 2005          |
| The Strongest          | Bolivia | 2007          |
| Universitario de Sucre | Bolivia | 2008 - 2009   |
| Wilstermann            | Bolivia | 2010          |
| Universitario de Sucre | Bolivia | 2011-2012     |
| Petrolero              | Bolivia | 2012-2013     |
| Nacional Potosí        | Bolivia | 2014-presente |